# Denderleeuw
Denderleeuw – miejscowość i gmina (gemeente) w Belgii, w Regionie Flamandzkim, w prowincji Flandria Wschodnia, w okręgu Aalst. Leży nad rzeką Dender.

## Historia
Pierwsza wzmianka o Denderleeuw pochodzi z 1146 roku i wymienione jest pod nazwą Lewe. Badania archeologiczne wskazują na wczesne osadnictwo na tych terenach, jeszcze w okresie neolitu; znaleziono tu również monety rzymskie. Pierwotnie ludność koncentrowała się w okolicach rzeki Dender.

## Podział administracyjny
W skład gminy wchodzą dwie dzielnice (deelgemeente):
- Iddergem
- Welle

## Demografia
- Źródła: NIS, od 1806 do 1981= według spisu; od 1990 liczba ludności w dniu 1 stycznia

1 stycznia 2024 całkowita populacja Denderleeuw liczyła 21 056 osób. Łączna powierzchnia gminy wynosi 13,86 km², co daje gęstość zaludnienia 1519 mieszkańców na km².